# Egil á Bø
Egil á Bø (* 2. April 1974 auf den Färöer als Egil Zachariassen) ist ein ehemaliger dänischer Fußballspieler und spielt bei EB/Streymur. Zuvor lief er auch für die färöischen Nationalmannschaft auf.

## Verein
Egil á Bø begann seine Karriere als rechtsfüßiger Abwehrspieler bei ÍF Streymur. Sein erstes Pflichtspiel absolvierte er in der zweiten Pokalrunde bei der 1:2-Niederlage gegen TB Tvøroyri. In der zweiten Liga bestritt er im Laufe des Jahres 17 von 18 Spielen, sein erstes von insgesamt drei Toren erzielte er am zweiten Spieltag beim 1:0-Auswärtssieg gegen SÍ Sørvágur. Die Saison wurde auf dem vorletzten Platz abgeschlossen, aufgrund der schlechteren Tordifferenz stand somit der Abstieg in die dritte Liga fest. Nach der Fusion des Vereins mit EB Eiði spielte er ab 1993 für den somit neu entstandenen Verein EB/Streymur wieder in der zweiten Liga und gehörte auch dort zu den Stammspielern. Zum Saisonende konnte als Zweitplatzierter der Aufstieg in die erste Liga erreicht werden.
Nach seiner ersten Saison in der obersten Spielklasse wechselte Á Bø 1995 zum Ligakonkurrenten NSÍ Runavík. Mit dem neuen Verein wurde die Saison auf dem letzten Tabellenplatz abgeschlossen, weshalb ein Jahr später ein erneuter Vereinswechsel anstand und Á Bø daraufhin drei Jahre für ÍF Fuglafjørður auflief. Von 1999 an spielte er für B36 Tórshavn. Dort konnte er 2001 zunächst den Pokal mit 1:0 gegen KÍ Klaksvík gewinnen, später gelang mit der Meisterschaft auch noch das Double. Hierbei spielte er unter anderen mit Jákup á Borg, Jens Kristian Hansen, Heðin á Lakjuni, John Petersen und Pól Thorsteinsson in einer Mannschaft. Bis auf eine kurze Rückkehr zu EB/Streymur im Jahre 2003 für eine Spielzeit blieb er bei B36 bis 2004. 2005 kehrte Á Bø jedoch endgültig zu seinem Stammverein zurück.
Als Mannschaftskapitän von EB/Streymur konnte er 2007 seinen nächsten Pokalerfolg feiern. Im Folgejahr wiederholte er diesen Erfolg und holte zudem mit der Meisterschaft erneut das Double. Seine Mannschaftskollegen in diesem Jahr waren unter anderen Arnbjørn Theodor Hansen und Mikkjal Thomassen. Im Sommer 2009 trat er nach Differenzen mit Trainer Sigfríður Clementsen kurzzeitig zurück und verpasste das verlorene Pokalfinale am 29. Juli gegen Víkingur Gøta. Grund war, dass Á Bø angekündigt hatte, nach der Saison nicht mehr spielen zu wollen, woraufhin der Coach ihn immer öfter auf der Bank ließ und jüngere Spieler in die Mannschaft einbaute. Nach einem Trainerwechsel kehrte er ins Team zurück, überlegte jedoch im Herbst noch, ob er seine Laufbahn beendet. Seine Mannschaft hatte die Saison nach schlechtem Start mit 22 Punkten aus den letzten neun Spielen noch als Ligazweiter abgeschlossen. 2010 konnte der Pokal durch ein 1:0 gegen ÍF Fuglafjørður erneut gewonnen werden, was in diesem Wettbewerb den dritten Triumph in vier Jahren darstellte. Im Folgejahr wurde HB Tórshavn als amtierender färöischer Meister im Spiel um den Supercup mit 2:0 besiegt, zudem gelang in der Neuauflage des Pokalfinales gegen ÍF Fuglafjørður der erneute Sieg. 2012 konnte auch der Erfolg im Supercup durch ein 2:1 gegen Vorjahresmeister B36 Tórshavn wiederholt werden, ebenso gelang an der Seite von Jónhard Frederiksberg und Arnbjørn Theodor Hansen der erneute Sieg in der Meisterschaft, während das Pokalfinale im Elfmeterschießen gegen Víkingur Gøta verloren wurde, Á Bø saß hierbei nur auf der Ersatzbank. 2013 gab es eine Neuauflage des Finales, welches abermals mit 0:2 verloren wurde. In der Saison 2015 kam er hauptsächlich für die zweite Mannschaft in der 2. Deild zum Einsatz, in der ersten Liga bestritt Á Bø lediglich drei Partien. Sowohl die erste als auch die zweite Mannschaft stiegen zum Saisonende ab. In den nächsten beiden Jahren war er sporadisch für die zweite Mannschaft in der dritten Liga im Einsatz, danach noch einmal 2019 für die dritte Mannschaft, wobei ihm sechs Tore in 12 Spielen gelangen.

### Europapokal
17 Mal trat Á Bø zu Partien im Europapokal an, dabei gelang ihm kein Tor. Das erste Spiel absolvierte er 1999/2000 für B36 Tórshavn im UEFA-Pokal gegen MKE Ankaragücü, als er in der 80. Minute für Øssur Hansen eingewechselt wurde. Das Spiel endete in einer 0:1-Auswärtsniederlage. Das Rückspiel wurde ohne Beteiligung Á Bøs ebenfalls mit 0:1 verloren, wodurch B36 ausschied. Seinen letzten Einsatz absolvierte er beim 5:1-Sieg im Rückspiel gegen FC Lusitanos in der 2. Qualifikationsrunde zur UEFA Champions League 2013/14.

## Nationalmannschaft
Á Bøs Nationalmannschaftskarriere begann spät – er war bereits 34 Jahre und 5 Monate alt, als er im August 2008 erstmals in den Kader berufen wurde. Er debütierte in der Innenverteidigung – ebenso wie Torwart René Tórgarð, Leif Niclasen als linker Verteidiger und die Mittelfeldspieler Bogi Løkin und Andreas Lava Olsen – am 20. August 2008 bei der 0:5-Niederlage im Freundschaftsspiel gegen Portugal in Aveiro. Damit ist er zugleich für die färöische Nationalmannschaft der älteste Debütant überhaupt. Sein einziges Tor für die Nationalelf schoss er am 14. Oktober 2009 in Piatra Neamț in der WM-Qualifikation bei der 1:3-Niederlage gegen Rumänien, Á Bø traf hierbei zum 1:2. Ende 2010 gab er nach 14 Spielen seinen Rücktritt aus der Nationalmannschaft bekannt. Sein letztes Spiel bestritt er am 8. Oktober 2010 bei der 1:5-Niederlage im EM-Qualifikationsspiel gegen Slowenien in Ljubljana. Mit einem Alter von 36 Jahren und 6 Monaten war er der älteste eingesetzte Feldspieler und zudem mit einem Alter von 35 Jahren und 6 Monaten ältester Torschütze in der Geschichte der färöischen Nationalmannschaft.

## Erfolge
- 3× Färöischer Meister: 2001, 2008, 2012
- 5× Färöischer Pokalsieger: 2001, 2007, 2008, 2010, 2011
- 2× Färöischer Supercup-Sieger: 2011, 2012

## Schiedsrichtertätigkeit
2011 leitete Á Bø am ersten Spieltag der zweiten Liga der Damen mit der Begegnung zwischen EB/Streymur und der Spielvereinigung B68 Toftir/NSÍ Runavík eine Partie als Schiedsrichter.